# Banca Popolare di Sondrio
Banca Popolare di Sondrio est une banque italienne basée à Sondrio en Lombardie. 

## Histoire
En octobre 2014, Banca Popolare di Sondrio a échoué avec 24 autres banques aux tests de résistances de la banque centrale européenne et de l'autorité bancaire européenne.
En février 2025, BPER annonce l'acquisition de Banca Popolare di Sondrio.